# スミス (テレビドラマ)
スミス（英語：Smith）は、2006年9月19日からCBSで放送された犯罪ドラマシリーズ。視聴率が低かったために3エピソードで放送がキャンセルされたが、オンライン上で放送されていないエピソードを見ることができた。ペンシルベニア州ピッツバーグを舞台としている。

## キャスト
- レイ・リオッタ：ボビー・スティーヴンス
- ヴァージニア・マドセン：ホープ・スティーヴンス
- ジョニー・リー・ミラー：トム
- エイミー・スマート：エイミー

## エピソード
1. Pilot
2. Two
3. Three
4. Four
5. Five
6. Six
7. Seven